# Surčin
Surčin (izvirno srbsko Сурчин) je naselje v Srbiji, ki upravno spada pod Mestno občino Zemun; slednja pa je del Mesta Beograd.

## Demografija
V naselju živi 11069 polnoletnih prebivalcev, pri čemer je njihova povprečna starost 37,2 let (36,3 pri moških in 38,1 pri ženskah). Naselje ima 4318 gospodinjstev, pri čemer je povprečno število članov na gospodinjstvo 3,31.
To naselje je, glede na rezultate popisa iz leta 2002, v glavnem srbsko.
|  |

| Demografija | Demografija     | Demografija     |
| Leto        | Št. prebivalcev | Št. prebivalcev |
| ----------- | --------------- | --------------- |
|             |                 |                 |
|             |                 |                 |
|             |                 |                 |
|             |                 |                 |
| 1948        | 3487            |                 |
| 1953        | 3599            |                 |
| 1961        | 6160            |                 |
| 1971        | 10654           |                 |
| 1981        | 12575           |                 |
| 1991        | 12264           | 11849           |
| 2002        | 14648           | 14292           |
|             |                 |                 |

| Etnična sestava po popisu iz leta 2002 | Etnična sestava po popisu iz leta 2002 | Etnična sestava po popisu iz leta 2002 | Etnična sestava po popisu iz leta 2002 | Etnična sestava po popisu iz leta 2002 |
| -------------------------------------- | -------------------------------------- | -------------------------------------- | -------------------------------------- | -------------------------------------- |
| Srbi                                   | Srbi                                   |                                        | 12.358                                 | 86,46%                                 |
| Romi                                   | Romi                                   |                                        | 702                                    | 4,91%                                  |
| Hrvati                                 | Hrvati                                 |                                        | 377                                    | 2,63%                                  |
| Jugoslovani                            | Jugoslovani                            |                                        | 79                                     | 0,55%                                  |
| Črnogorci                              | Črnogorci                              |                                        | 75                                     | 0,52%                                  |
| Makedonci                              | Makedonci                              |                                        | 45                                     | 0,31%                                  |
| Muslimani                              | Muslimani                              |                                        | 43                                     | 0,30%                                  |
| Slovaki                                | Slovaki                                |                                        | 17                                     | 0,11%                                  |
| Albanci                                | Albanci                                |                                        | 14                                     | 0,09%                                  |
| Madžari                                | Madžari                                |                                        | 10                                     | 0,06%                                  |
| Slovenci                               | Slovenci                               |                                        | 9                                      | 0,06%                                  |
| Romuni                                 | Romuni                                 |                                        | 4                                      | 0,02%                                  |
| Nemci                                  | Nemci                                  |                                        | 4                                      | 0,02%                                  |
| Ukrajinci                              | Ukrajinci                              |                                        | 3                                      | 0,02%                                  |
| Rusi                                   | Rusi                                   |                                        | 1                                      | 0,00%                                  |
| Bošnjaki                               | Bošnjaki                               |                                        | 1                                      | 0,00%                                  |
| Neznano                                | Neznano                                |                                        | 284                                    | 1,98%                                  |